# Silurana epitropicalis
Silurana epitropicalis là một loài ếch trong họ Pipidae. Loài này có ở Angola, Cameroon, Cộng hòa Trung Phi, Cộng hòa Congo, Cộng hòa Dân chủ Congo, Guinea Xích Đạo, Gabon, và có thể cả Sudan.
Các môi trường sống tự nhiên của chúng là các khu rừng ẩm ướt đất thấp nhiệt đới hoặc cận nhiệt đới, đầm nước ngọt, đầm nước ngọt có nước theo mùa, các khu rừng trước đây bị suy thoái nặng nề, và ao. Loài này đang bị đe dọa do mất môi trường sống.

## Hình ảnh

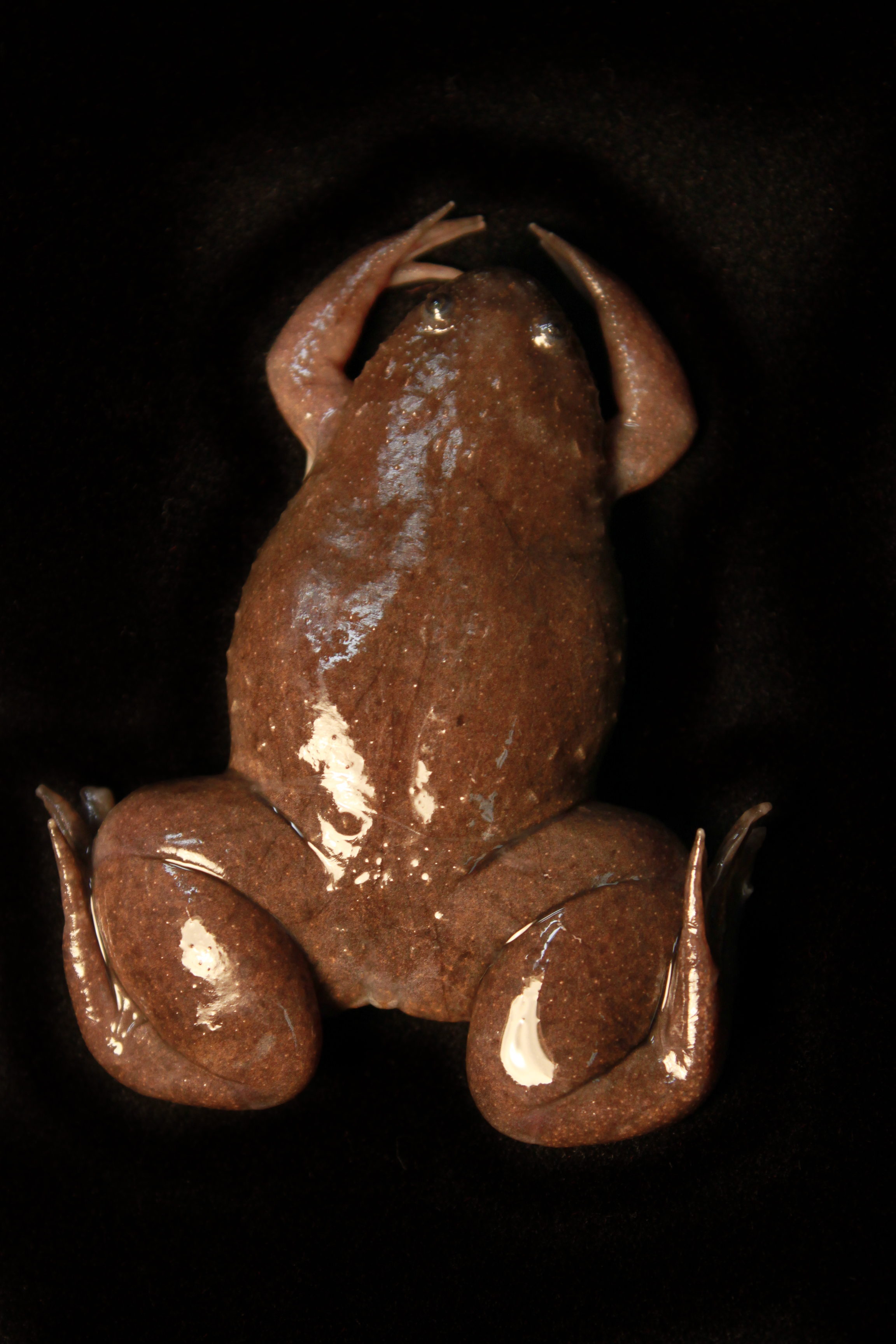
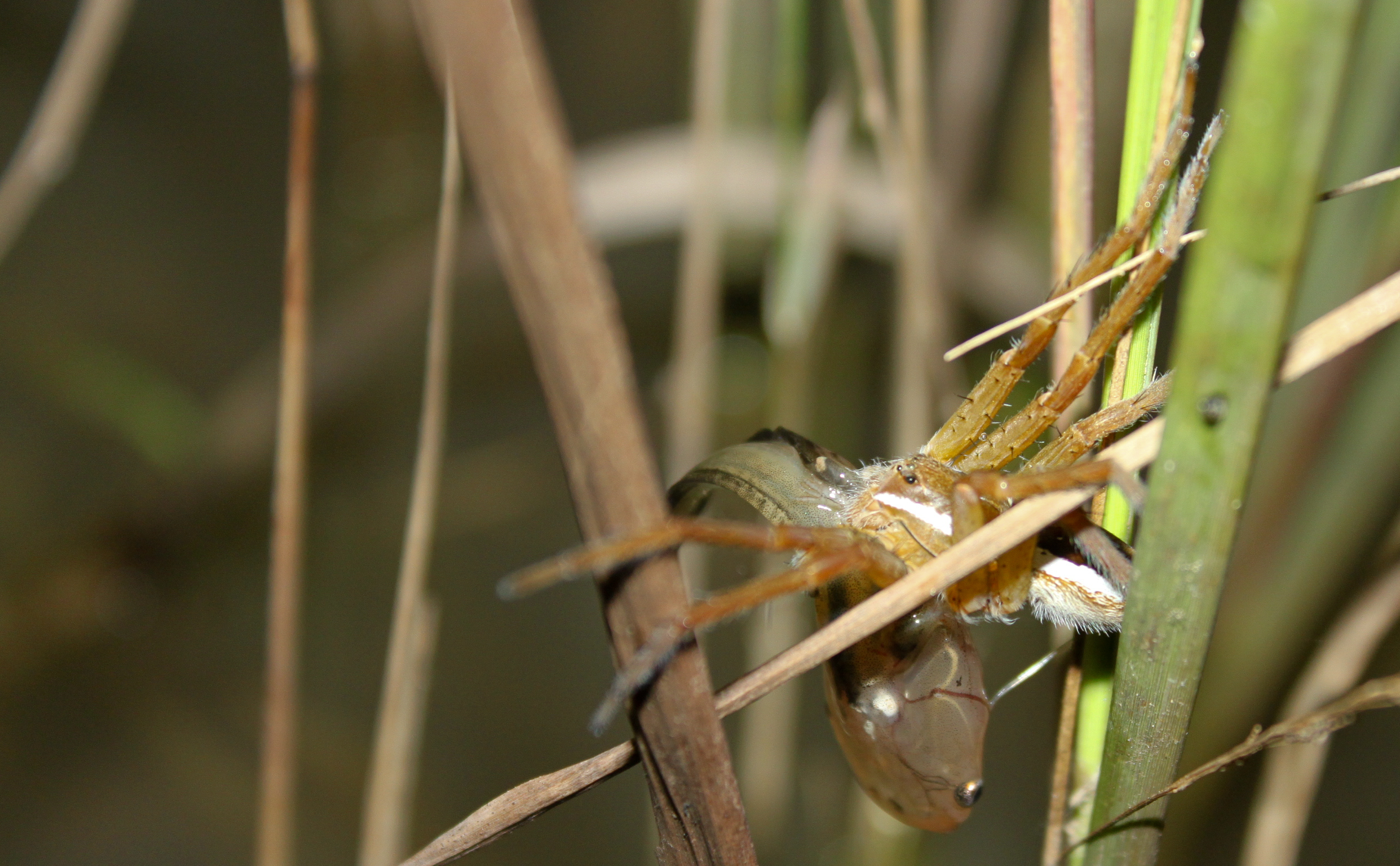
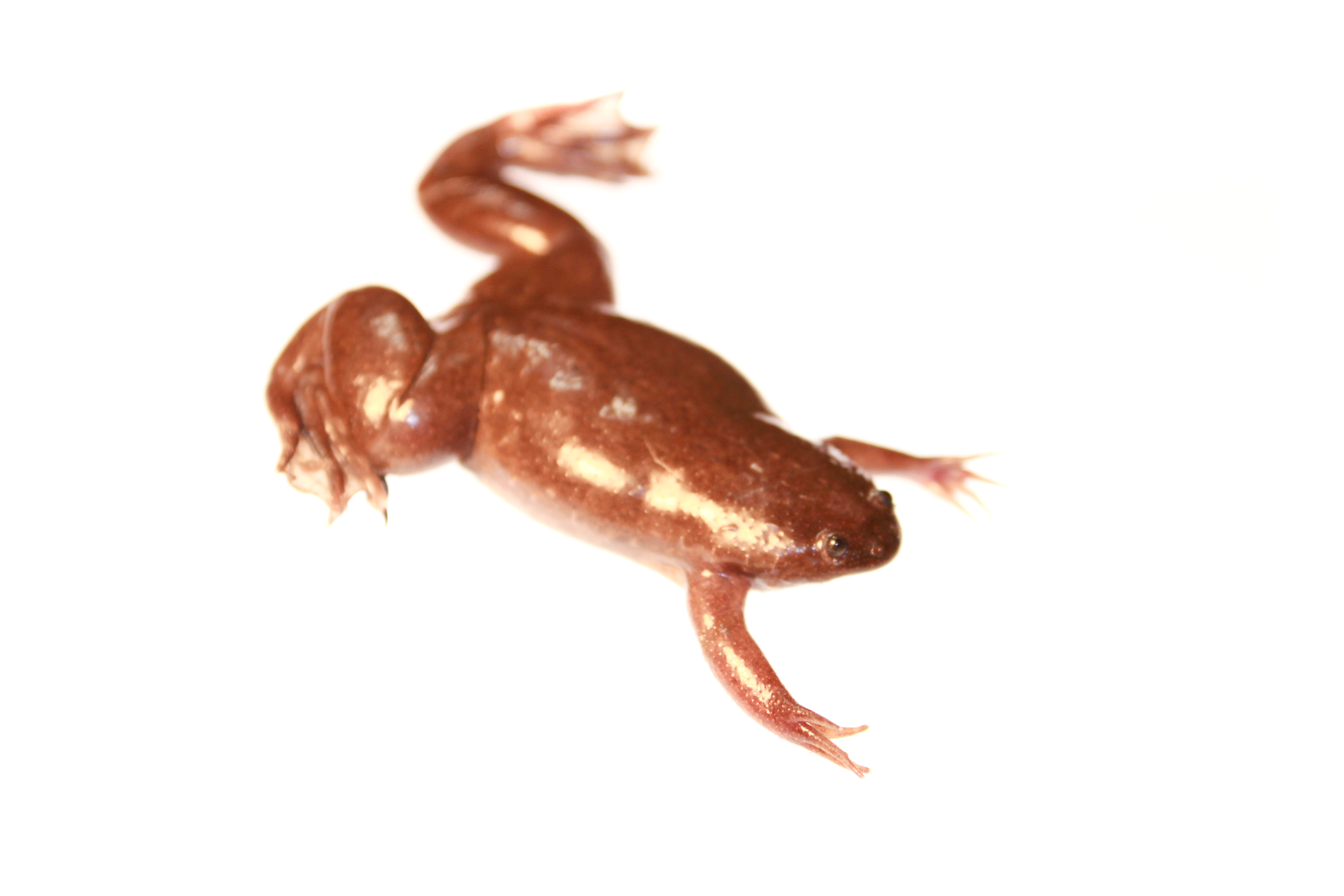
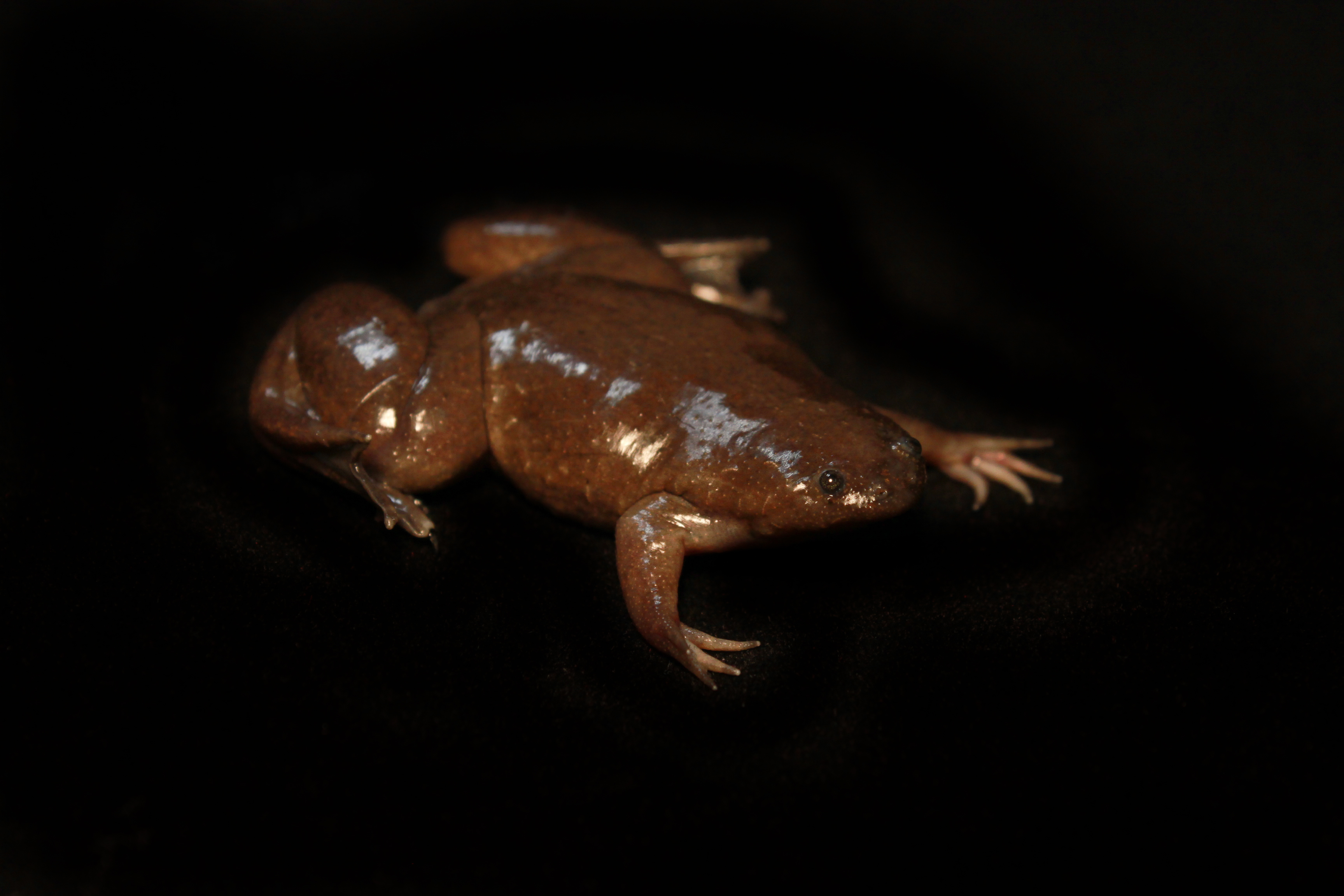